# Lagoptera
Lagoptera is een geslacht van vlinders van de familie spinneruilen (Erebidae), uit de onderfamilie Catocalinae.

## Soorten
- L. javanica Gaede, 1917
- L. juno Dalman, 1823
- L. metaxantha Hampson, 1913
- L. microrhoea Fabricius, 1794
- L. orbifera Walker, 1858